# Adam Busch
Adam Busch (East Meadow, 6 luglio 1978) è un attore statunitense.
Deve la sua fama all'interpretazione di Warren Mears nel serial TV Buffy l'ammazzavampiri.
Ha avuto anche una piccola parte nel film Léon.

## Biografia e carriera
Adam apparve per la prima volta in Buffy nella stagione 5, in un episodio chiamato I Was Made Love You.
Ha avuto una piccola parte nel film Léon, ed è stato protagonista di un episodio di Law & Order - I due volti della giustizia. Ha avuto anche una piccola parte come Nerdy AV geek che nel film sulla cheerleader Le insolite sospette - Sugar & Spice; è stato la guest star di un episodio di Dr. House - Medical Division.
Più di recente, Adam indossa i panni del rapper ortodosso ebreo Sholom Glickstein, nel film di Paul Weitz, di cui scrive anche la colonna sonora. Egli avrà un ruolo ricorrente nella nuova sitcom Back to you.

## Filmografia

### Cinema
- Léon, regia di Luc Besson (1994)
- Le insolite sospette - Sugar & Spice (Sugar & Spice), regia di Francine McDougall (2001)
- Magic Rock, regia di Aditya Chandora e Bradley Gallo (2001)
- Book of Danny, regia di Adam Yaffe (2002)
- American Dreamz, regia di Paul Weitz (2006)
- Dirty Work, regia di Bruce Terris (2006)
- The Hustle, regia di Deon Taylor (2008)
- Are You Scared 2, regia di John Lands e Russell Appling (2009)
- Cummings Farm, regia di Andrew Drazek (2009)
- Drones, regia di Amber Benson e Adam Bush (2010)
- Happy Baby, regia di Stephen Elliott (2016)
- Urge, regia di Aaron Kaufman (2016)
- Internet Famous, regia di Michael J. Gallagher (2016)
- After Adderall, regia di Stephen Elliott (2016)
- Dave Made a Maze, regia di Bill Watterson (2017)
- Rebel in the Rye, regia di Danny Strong (2017)

### Televisione
- Shelby Woo, indagini al computer (The Mystery Files of Shelby Woo) – serie TV, 21 episodi (1996-1997)
- Law & Order - I due volti della giustizia (Law & Order) – serie TV, episodio 8x12 (1998)
- Il fuggitivo (The Fugitive) – serie TV, episodio 1x16 (2001)
- Buffy l'ammazzavampiri (Buffy the Vampire Slayer) – serie TV, 16 episodi (2001-2003)
- The Jury – serie TV, 10 episodi (2004)
- Point Pleasant – serie TV, 7 episodi (2005)
- Dr. House - Medical Division (House M.D.) – serie TV, episodio 2x14 (2006)
- Back to You – serie TV, episodi 1x01-1x03 (2007)
- Terminator: The Sarah Connor Chronicles – serie TV, episodio 2x09 (2008)
- Grey's Anatomy – serie TV, episodio 7x12 (2011)
- Count Jeff – serie TV, episodi 1x01-1x02-1x03 (2011)
- CSI - Scena del crimine (CSI: Crime Scene Investigation) – serie TV, episodio 13x17 (2013)
- The Playboy Morning Show – serie TV, episodio 3x57 (2013)
- M.Y.C., regia di Sascha Ciezata (2013)
- Grow, regia di Jonathan Kesselman (2013)
- MyMusic – serie TV, 58 episodi (2012-2014)
- Men at Work – serie TV, 31 episodi (2012-2014)
- Major Crimes – serie TV, episodio 3x09 (2014)
- Empire – serie TV, episodi 2x04-2x05 (2015)
- Cast Off – serie TV, episodio 1x02 (2016)
- This Isn't Working – serie TV, episodio 1x05 (2016)
- NCIS - Unità anticrimine (NCIS: Naval Criminal Investigative Service) – serie TV, episodio 14x07 (2016)
- Party Girl (2016)
- Colony – serie TV, 5 episodi (2016-2017)
- Wisdom of the Crowd - Nella rete del crimine (Wisdom of the Crowd) – serie TV, episodio 1x07 (2017)
- Altered Carbon – serie TV, 6 episodi (2018)
- The Rookie – serie TV, episodio 2x07 (2019)

### Cortometraggi
- Pic Six, regia di David Breckman (2008)
- The Dungeon Master, regia di Rider Strong e Shiloh Strong (2011)
- Reverse Parthenogenesis, regia di Javier Grillo-Marxuach (2012)
- Going Local, regia di Sam O'Hare (2012)
- The Strange Lives of the Not So Destined, regia di Theodore James (2015)
- What We Talk About When We Talk About Zombies, regia di Stephen Elliott (2015)
- Be Direct, regia di Rachel Fleischer (2015)

## Doppiatori italiani
Nelle versioni in italiano delle opere in cui ha recitato, Adam Busch è stato doppiato da:
- Stefano Crescentini in Law & Order - I due volti della giustizia, Buffy - L'ammazzavampiri (st. 7)
- Corrado Conforti in Shelby Woo, indagini al computer
- Francesco Venditti in Buffy - L'ammazzavampiri (st. 5-6)
- Fabrizio Vidale in Dr. House - Medical Division
- Maurizio Fiorentini in American Dreamz
- Francesco De Francesco in Grey's Anatomy
- Luigi Ferraro in CSI - Scena del crimine
- Leonardo Graziano in Major Crimes
- Roberto Certomà in NCIS - Unità anticrimine
- Stefano Brusa in Chicago PD
- Gabriele Sabatini in Colony